# My Sweet Pepper Land
My Sweet Pepper Land és una pel·lícula dramàtica de 2013 coescrita i dirigida per Huner Saleem. Es va projectar a la secció Un Certain Regard al 66è Festival Internacional de Cinema de Canes. Va ser nominada a la 7a edició dels Premis Asia Pacific Screen Awards per la direcció per Huner Saleem i per la interpretació de l'actriu Golshifteh Farahani.

## Argument
Baran, un antic resistent contra Saddam Hussein i partidari de la independència del Kurdistan, troba la seva vella mare després d'un llarg període allunyat d'ella. Ella de seguida organitza reunions ridícules amb noies joves per casar-lo el més aviat possible. Barab fuig per a escapar d'aquesta pressió familiar i accepta una posició de policia a la comissaria d'un poble aïllat al nord del Kurdistan Iraquià, prop de la frontera amb Turquia. El seu predecessor va ser assassinat, però s'assigna la missió de lluitar contra la corrupció i d'afirmar la seva autoritat i la de l'Estat perquè el país recuperi la pau i la seguretat. Ràpidament s'enfronta a Aziz Aga, un líder tribal mafiós que regna sobre la regió. Aziz Aga comunica a Baran que la llei ancestral clànica no pot estar subjecta a la llei de l'Estat. Els esbirros d'Aziz Aga amenacen en Baran diverses vegades.
Paral·lelament, Govend, una jove instruïda que ha viscut en un entorn urbà, obté l'acord del seu pare, malgrat les reticències brutals i el masclisme paternalista dels seus nombrosos germans, per a convertir-se en mestra del mateix poble del nord del Kurdistan. Tot hi està per fer en termes d'educació. Però la seva arribada al poble aviat desperta recels perquè el seu aspecte i al comportament massa progressistes es consideren incompatibles amb les tradicions locals.
Aziz Aga i els seus acòlits regnen a la regió per mitjà del terror. Estan tan enfadats amb la mestra com amb el policia, que intenta ficar el nas al seu petit tràfic de drogues i medicaments. Escampen el rumor que els dos nouvinguts estan trencant la moral per una història d'amor quan no estan casats. Baran i Govend, però, només es troben i intercanvien algunes impressions sobre música, donant-se suport mútuament, mentre neix un sentiment entre ells. Els vilatans, sentint-se embrutats per aquest suposat deshonor, decideixen retirar els seus infants de l'escola. Mentre Aziz Aga i els seus milicians es plantegen eliminar Baran, Govend, desesperada i en un atzucac, decideix abandonar el poble, però finalment torna als braços de Baran.
Com a represàlia per un atac, un grup de lluitadores de la resistència kurda delma el grup d'Aziz Aga. Els germans de Govend intenten obligar-la a tornar amb el seu pare, en va.

## Repartiment
- Golshifteh Farahani: Govend, la professora
- Korkmaz Arslan: Baran, el policia
- Suat Usta: Reber, el ajudant de Baran
- Mir Murad Bedirxan: Tajdin, el nebot d'Aziz Aga
- Tarik Akreyi: Aziz Aga, el líder tribal mafiós
- Feyyaz Duman: Jaffar
- Veronique Wüthrich: Niroj

## Banda sonora
La pel·lícula inclou peces tradicionals kurdes i músiques d'altres estils. Govend toca el hang a la pel·lícula. Hiner Saleem explica: «Com Baran, escolto tot tipus de música, des d'Elvis Presley fins a Bach, passant per cançons tradicionals kurdes. De sobte, la música reflecteix aquest enfocament i el meu univers és al mateix temps el blues americà i les cançons tradicionals kurdes. […] Golshifteh Farahani és una excel·lenta pianista. […] No em volia privar del seu talent com a música. Volia escoltar aquest instrument poc conegut, el hang, que ella sap tocar. Aquest instrument va ser inventat per dos suïssos. Està a prop del piano i de la percussió, tot i que allibera sons magnífics. Alguns pensen que és un instrument tradicional kurd, però ningú s'imaginaria que va ser desenvolupat per hippies suïssos!».

## Premis
- Festival du film de Cabourg 2013: Premi Jove
- Festival 2 cinéma 2 Valenciennes 2014: Gran Premi del Jurat